# Julia Krumbeck
Julia Krumbeck (* 25. Mai 1976 in Cloppenburg) ist eine ehemalige deutsche Beachvolleyballspielerin.

## Karriere Beach und Halle
Julia Krumbeck spielte ab 1997 mit Judith Deister, mit der sie 1998 die Westdeutsche Meisterschaft in Rumeln gewann und zweimal Fünfte bei den Deutschen Meisterschaften wurde. Deister/Krumbeck starteten auch auf der FIVB World Tour und spielten Turniere auf der nationalen Tour in Südafrika. Mit Antje Röder stand Krumbeck 2003 im Endspiel des Vodafone Masters in St. Peter-Ording, erreichte bei der Deutschen Meisterschaft in Timmendorfer Strand den siebten Platz und beendete die Saison unter den Top10 in Deutschland. In der anschließenden Wintersaison spielte Julia Krumbeck in der Zweiten Bundesliga bei den „Ladies in Black Aachen“ Hallenvolleyball. 2004 waren Claudia Peters und 2005 Ester Volicerová ihre Partnerin im Beachvolleyball. Mit Stefanie Hüttermann gewann sie 2006 in Münster erneut die Westdeutsche Beachvolleyball Meisterschaft und wurde Siebte bei der Deutschen Meisterschaft in Timmendorf. Zusätzlich zu ihrer Karriere übernahm Julia Krumbeck schon früh diverse Trainertätigkeiten im Beachvolleyball, veröffentlichte zahlreiche Trainingstipps und erstellte Coach-Handbücher.

## Berufliches
Julia Krumbeck studierte in Köln an der Deutschen Sporthochschule und an der Universität. Schon während ihres Studiums übernahm sie die Leitung einer Beach-Halle in Köln und arbeite anschließend bei Funtec Sports im Vertrieb und Marketing. In dieser Zeit schloss sie ihr Studium an der Deutschen Sporthochschule in Köln erfolgreich ab und ist seitdem im Beachvolleyball Sponsoring und Marketing aktiv. Dabei war sie von 2007 bis 2023 Geschäftsführerin der „beach-volleyball.de-GmbH“. 2023 gründete sie das Unternehmen „Beach & Brands“ in der Schweiz.